# Femi Benussi
Femi Benussi, nome artístico de Eufemia Benussi (Rovinj, 4 de março de 1943) é uma atriz italiana. Esteve no ativo entre 1965 e 1983. 

## Biografia
Depois de uma desilusão sentimental, deixou Rovinj e mudou-se para Roma.
Descoberta pela sua beleza, foi escolhida em 1965 por Massimo Pupillo para interpretar Boia scarlatto. A partir daí participou em cerca de oitenta filmes.
Especializada em filmes B, especialmente em filmes eróticos, teve, no entanto, um papel importante em Uccellacci e uccellini de Pier Paolo Pasolini.

## Filmografia
- Il boia scarlatto, regia di  Massimo Pupillo (1965)
- Uccellacci e uccellini, regia di Pier Paolo Pasolini (1966)
- Il tempo degli avvoltoi, regia di Nando Cicero (1967)
- L'uomo venuto per uccidere, regia di  León Klimovsky (1968)
- Samoa, regina della giungla, regia di Guido Malatesta (1968)
- El Zorro, regia di  Guido Zurli (1968)
- Colpo grosso alla napoletana (The Biggest Bundle of Them All), regia di Ken Annakin (1968)
- Requiem per un gringo (Réquiem para el gringo), regia di Eugenio Martín e José Luis Merino (1968)
- L'assassino ha le mani pulite, regia di Vittorio Sindoni (1968)
- Tarzana, sesso selvaggio, regia di  Guido Malatesta (1969)
- La morte bussa due volte (Blonde Köder für den Mörder), regia di Harald Philipp (1969)
- Il rosso segno della follia, regia di  Mario Bava (1970)
- Homo Eroticus, regia di  Marco Vicario (1971)
- Le calde notti di Poppea, regia di Guido Malatesta (1972)
- I giochi proibiti dell'Aretino Pietro, regia di  Piero Regnoli (1972)
- La mala ordina, regia di  Fernando Di Leo (1972)
- Che fanno i nostri superman tra le vergini della jungla?, regia di  Bitto Albertini (1972)
- Poppea, una prostituta al servizio dell'impero, regia  di Alfonso Brescia (1972)
- Finalmente... le mille e una notte, regia di Antonio Margheriti (1972)
- Rivelazioni di un maniaco sessuale al capo della squadra mobile, regia di Roberto Bianchi Montero (1972)
- La ragazza di via Condotti, regia di  Germán Lorente (1974)
- Il domestico, regia di Luigi Filippo D'amico (1974)
- Classe mista, regia di Mariano Laurenti (1975)
- Nude per l'assassino, regia di Andrea Bianchi (1975)
- L'assassino è costretto ad uccidere ancora, regia di Luigi Cozzi (1975)
- "La novizia" de Pier Giorgio Ferretti.
- La sanguisuga conduce la danza, regia di Alfredo Rizzo (1975)
- Stangata in famiglia, regia di  Franco Nucci (1976)
- La professoressa di lingue, regia di Demofilo Fidani (1976)
- La moglie di mio padre, regia di  Andrea Bianchi (1976)
- La cameriera nera, regia di Mario Bianchi (1976)
- Cara dolce nipote, regia di Andrea Bianchi (1976)
- Un toro da monta, regia di Roberto Mauri (1976)
- Peccatori di provincia, regia di Tiziano Longo (1976)
- Che dottoressa ragazzi!, regia di Gianfranco Baldanello (1976)
- Le impiegate stradali - Batton Story, regia di Mario Landi (1976)
- Malabestia, regia di Leonida Leoncini (1978)
- Corpi nudi, regia di Amasi Damiani (1981)
- Mizzzica... ma che è proibitissimo?, regia di Salvatore Bugnatelli (1983)